# Parafia Chrystusa Króla w Bolesławcu
Parafia pw. Chrystusa Króla – parafia rzymskokatolicka z siedzibą w Bolesławcu, znajduje się w dekanacie Bolesławiec Wschód w diecezji legnickiej.  Jej proboszczem jest ksiądz Zbigniew Pędziwiatr. Obsługiwana przez księży diecezjalnych. Erygowana 1 lutego 1983. Kościół parafialny mieści się przy ulicy Jana Pawła II.